# Маріца/Катаріна
Маріца/Катаріна — офшорні газові родовище у хорватському секторі Адріатичному морі. Єдина офшорна група родовищ, яка не сполучена з газотранспортною системою країни.

## Загальний опис
В 2000-му на південний схід від родовищ Аннамарія та Іка і прямо на південь від півострова Істрія, в районі з глибиною моря 69 метрів, відкрили родовище Маріца, а за три роки неподалік виявили меншу за розмірами Катаріну. Їх поклади вуглеводнів, як і у майже всіх інших родовищ хорватського сектору, пов'язані з пісковиками епохи плейстоцену.
Розробку родовищ здійснюють спільно на паритетних засадах хорватська нафтогазова компанія INA та італійська Eni. Видобуток на Мариці розпочався у 2004 році, на Катаріні — у 2006-му. За проектом встановили дві платформи з «джекетами» чотириопорного типу (тетраподи), кожна з яких обслуговує по 3 свердловини. Для проведення робіт задіяли кранову/трубоукладальну баржу Crawler.
Між собою платформи сполучені турбопроводом довжиною 12,1 км з діаметром 350 мм. Видача продукції здійснюється до італійської газотранспортної системи через трубопровід довжиною 17,9 км та діаметром 350 мм, прокладений до платформи Т2 офшорного газового родовища Барбара.